# Latarnia morska Strumble Head
Latarnia morska Strumble Head – latarnia morska na skalistej wysepce St. Michael's Island oddzielonej od półwyspu Strumble Head kilkudziesięciu metrową szczeliną.  Położona jest na zachód od miasta Goodwick w hrabstwie Pembrokeshire, Walia. Latarnia jest wpisana na listę zabytków Royal Commission on the Ancient and Historical Monuments of Wales pod numerem 124115.
Stacja została zbudowana przez Trinity House w 1908 roku, aby zwiększyć bezpieczeństwo dla zwiększającego się ruchu statków do portu Fishguard. Wybrzeże pomiędzy Fishguard a półwyspem Strumble Head należało do jednego z najbardziej niebezpiecznych. W samym XIX wieku na jego skałach zatonęło ponad 60 statków.
W 1965 roku wymieniono mechanizmy zasilania oraz optykę latarni i zelektryfikowano ją. W 1980 roku latarnia została zmodernizowana i w pełni zautomatyzowana.  Jest nadzorowana z The Trinity House Operations and Planning Centre w Harwich.